# Saint-Julien-Puy-Lavèze
Saint-Julien-Puy-Lavèze település Franciaországban, Puy-de-Dôme megyében. Lakosainak száma 363 fő (2022. január 1.). Saint-Julien-Puy-Lavèze Briffons, Laqueuille, Saint-Sauves-d’Auvergne és Saint-Sulpice községekkel határos.

## Népesség
A település népessége az elmúlt években az alábbi módon változott:
| Lakosok száma | 378  | 360  | 362  | 359  | 362  | 365  | 368  | 365  | 363  |
|               | 2013 | 2015 | 2016 | 2017 | 2018 | 2019 | 2020 | 2021 | 2022 |